# Премія імені Йозефа Главки
Премія імені Йозефа Главки — премія в галузі архітектури і будівництва
Премія має міський статус (Чернівців).

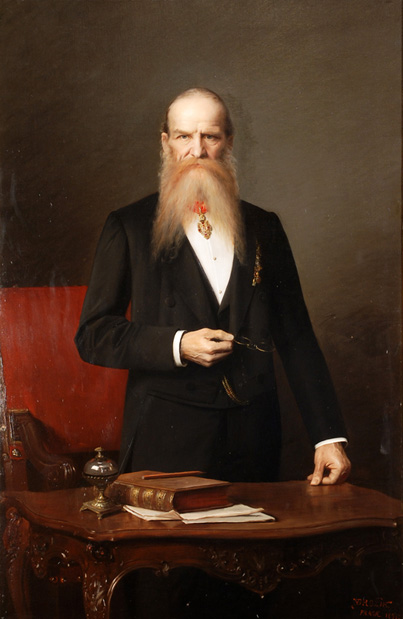
Портрет Йозефа Главки (1895). Художник - Вацлав Брожек (Václav Brožík)

З метою надання їй авторитету премія названа іменем відомого чеського архітектора, засновника  і першого президента Чеської Академії наук і мистецтв. 
Серед шедеврів архітектурних проектів і будов авторства Главки є і комплекс Резиденції Буковинських митрополитів у Чернівцях - тепер корпуси Чернівецького національного університету імені Юрія Федьковича, який в 2011 році комітет Юнеско включив до списку Світової спадщини.,
Йозефу Главці належить і проект Вірменської церкви в Чернівцях.
Премія імені Йозефа Главки заснована   Чернівецькою міською радою у 1996 році з метою нагородження нею архітекторів, будівельників, які ведуть активну діяльність у сферах архітектури та будівництва  та журналістів, які висвітлюють питання архітектури та будівництва в засобах масової інформації.
Премія має чотири номінації:
- «Містобудування»;
- «Проектування будівель і споруд»;
- «Діяльність в сфері охорони історико-архітектурного середовища»;
- «Популяризація архітектури».

Премію вручають щорічно в святковій атмосфері 1 липня (в День архітектора).
Номінантів визначає комісія в складі: головний архітектор міста (голова комісії), начальник департаменту містобудування (секретар), представники спілок архітекторів та журналістів, а також «Гільдії проектантів в будівництві».
В період з 2000 по 2014 рік премія не вручалась.